# Pachymyia macquartii
Pachymyia macquartii är en tvåvingeart som beskrevs av Townsend 1916. Pachymyia macquartii ingår i släktet Pachymyia och familjen parasitflugor. Inga underarter finns listade i Catalogue of Life.